# Gilles Martinet
Gilles Henri Auguste Albert Martinet (ur. 8 sierpnia 1916 w Paryżu, zm. 29 marca 2006 tamże) – francuski polityk, dziennikarz i pisarz, członek ruchu oporu podczas II wojny światowej, od 1979 do 1981 poseł do Parlamentu Europejskiego I kadencji, w latach 1982–1984 ambasador Francji we Włoszech.

## Życiorys
Syn architekta Henriego Martinet i Colette z domu Walwein. Studiował literaturę i historię na Uniwersytecie Paryskim, przerwał naukę po śmierci ojca w 1936. Pracował jako redaktor wiadomości zagranicznych w agencji Havas. Od 1935 do 1939 należał do Francuskiej Partii Komunistycznej i jej młodzieżówki, zrezygnował rozczarowany tzw. procesami moskiewskimi. Od 1941 działał w ramach ruchu oporu, publikując w podziemnej prasie (m.in. „Combat” i „l’Insurgé”); od 1943 przebywał w ukryciu. W latach 1944–1947 kierował związanym z Wolną Francją Office français d’information, przekształconym następnie w agencję informacyjną Agence France-Presse. Stanowisko utracił po odmowie cenzurowania wiadomości o I wojnie indochińskiej. Od 1945 do 1950 redaktor naczelny czasopisma „La Revue Internationale”. Od 1950 do 1964 zajmował stanowisko redaktora naczelnego „France-Observateur” (wcześniej pod nazwami „L’Observateur” i „L’Observateur d'aujourd'hui”), następnie był administratorem wydawcy tej gazety. Od 1975 dyrektor miesięcznika „Faire”. Autor licznych publikacji książkowych, kierował także organizacjami społecznymi (m.in. paryskim oddziałem Società Dante Alighieri).
Od lat 40. należał do Unitarnej Partii Socjalistycznej, w latach 50. był członkiem Unii Progresywnej i Unii Lewicy Socjalistycznej (w latach 1957–1960 sekretarz generalny). Po przyłączeniu tej ostatniej do Zjednoczonej Partii Socjalistycznej był w niej zastępcą sekretarza narodowego (1960–1967). W 1972 przystąpił do Partii Socjalistycznej, od 1975 do 1979 był w niej sekretarzem narodowym. W 1979 wybrany posłem do Parlamentu Europejskiego, przystąpił do frakcji socjalistycznej. Zrezygnował z mandatu dwa lata później w związku z powołaniem na stanowisko ambasadora Francji we Włoszech, które zajmował do 1984. Później był m.in. zatrudniony w gabinecie premiera Michela Rocarda.
Od 1938 żonaty z Włoszką Iole Buozzi. Miał dwie córki, w tym Michèle, żonę Alaina Krivine.

## Odznaczenia
Odznaczony Legią Honorową III klasy (1998), Orderem Narodowym Zasługi III klasy oraz Orderem Sztuki i Literatury I klasy, a także odznaczeniami zagranicznymi: Orderem Zasługi Republiki Włoskiej I klasy, Orderem Honoru III klasy oraz Orderem Alawitów IV klasy.